# Friedrich Nadler (Pädagoge)

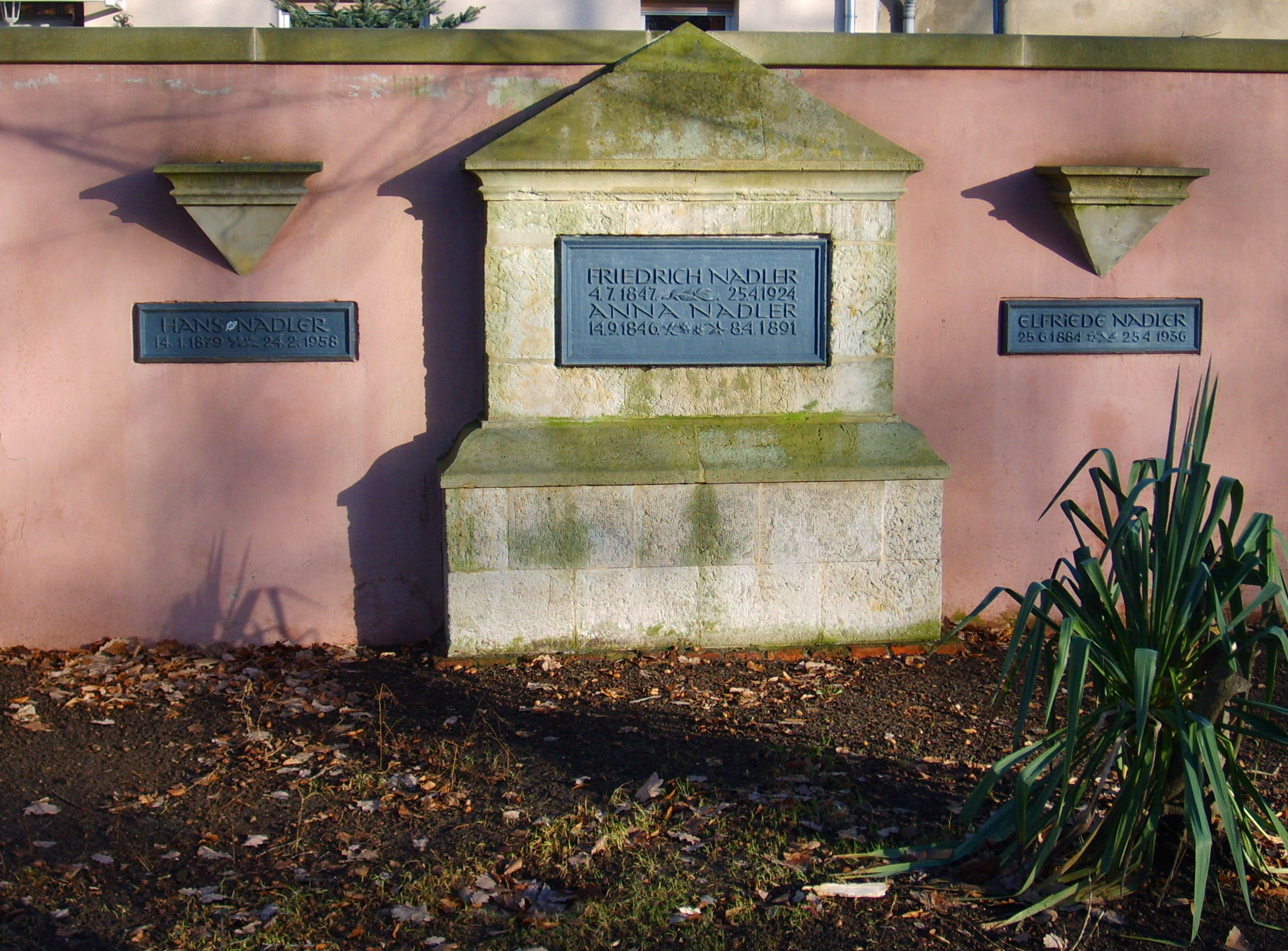
Die unter Denkmalschutz stehende Familiengrabstelle der Familie Nadler.

Johann Friedrich Karl Nadler (* 4. Juli 1847 in Döllingen; † 25. April 1924) war ein deutscher Pädagoge. Er ist der Vater des als Schradenmaler bekannt gewordenen Künstlers Hans Nadler (1879–1958) und Großvater des gleichnamigen Dresdner Denkmalpflegers Hans Nadler (1910–2005).

## Leben

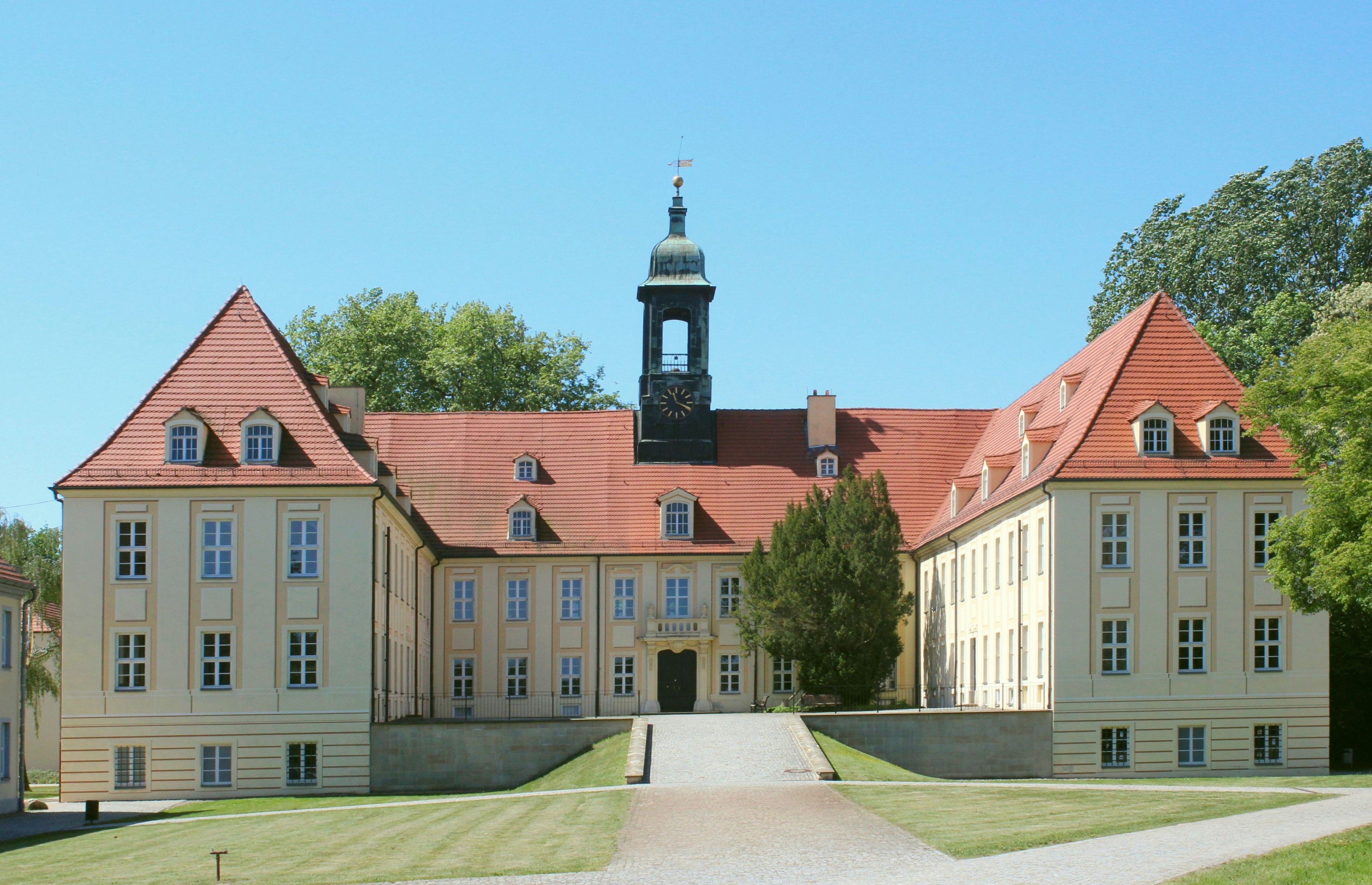
Die langjährige Wirkungsstätte Nadlers, das Elsterschloss in Elsterwerda.

Friedrich Nadler wurde 1847 in Döllingen im heutigen Landkreis Elbe-Elster als Sohn eines Maurers geboren. Er besuchte die örtliche Dorfschule und erhielt beim Hohenleipischer Pastor Hirsch Privatunterricht. Da Nadler Lehrer werden wollte, kam er am 29. September 1863 auf die Präparandenanstalt in Elsterwerda und wurde 1865 am „Königlich-Preußischen Lehrerseminar“ im Elsterwerdaer Schloss aufgenommen, das er 1865 als „reif“ verließ.
Seine erste Anstellung fand Nadler in Merseburg, wurde aber 1870 zum Kriegsdienst einberufen und diente während des Deutsch-Französischen Krieges (1870/1871) bei der Küstenwache in Kiel.
In Wittenberg-Friedrichstadt trat er nach Ende des Krieges eine neue Stelle an und übernahm im November 1872 eine neugegründete Halbtagsschule in der Wittenberger Elstervorstadt. Nachdem er noch im gleichen Jahr heiratete, starb seine Ehefrau bei der Geburt der Tochter am 3. März 1874.
Im Oktober 1874 kehrte er als Lehrer an das Elsterwerdaer Seminar zurück und legte 1876 die Rektorenprüfung in Magdeburg ab. Zwei Jahre später heiratete er am 4. April 1878 Anna Mansfeld (1846–1891). Aus dieser Ehe ging am 14. Januar 1879 sein Sohn Hans hervor, welcher später vor allem als Schradenmaler bekannt wurde. Ein Porträt seines Vaters aus dem Jahr 1901 gilt als das älteste überlieferte Gemälde des Künstlers.
Zum fünfzigjährigen Seminarjubileum 1907 wurde Friedrich Nadler der Preußische Königliche Kronen-Orden IV. Klasse und bei seiner im Januar 1914 erfolgenden Pensionierung der Rote Adlerorden IV. Klasse verliehen.

## Schriften (Auswahl)

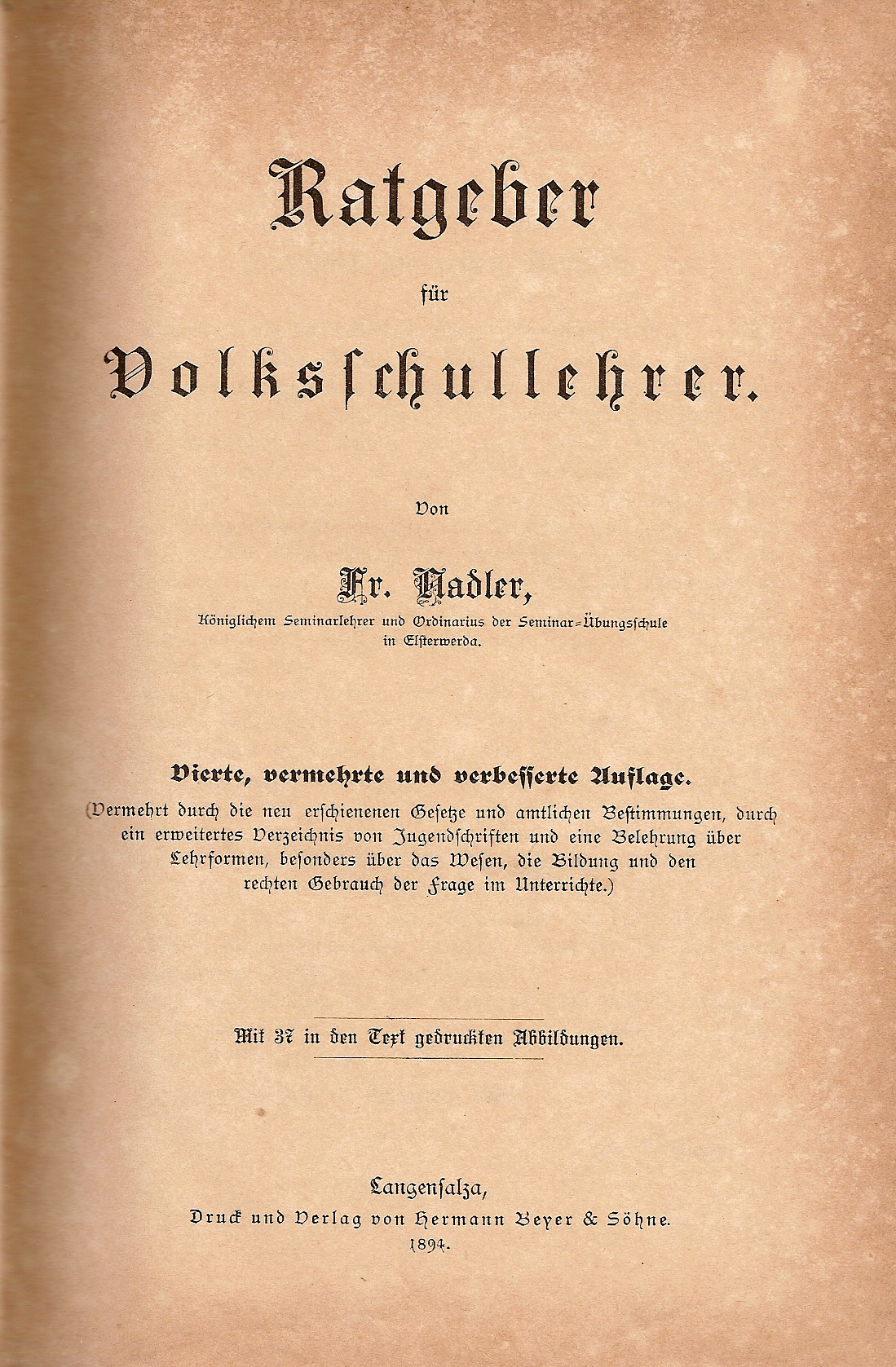
Nadlers „Ratgeber für Volksschullehrer“

- Friedrich Nadler: Ratgeber für Volksschullehrer. Verlag Hermann Beyer und Söhne, Langensalza 1889.
- Friedrich Nadler: Erläuterung und Würdigung deutscher Dichtungen. Verlag J. Bacmeister, Bernburg 1883.
- Friedrich Nadler: Lektionen und Lektionsentwürfe zur eingehenden Behandlung poetischer und prosaischer Sprachstücke und die wichtigsten Regeln für Lesen und Vortrag. Berlin 1908.
- Friedrich Nadler: Das Wichtigste aus der Poetik.
- Friedrich Nadler: Sprachgut der Heimat. (Abhandlung).